# Academia de Humanidades
El Colegio Academia de Humanidades de los Padres Dominicos, conocido popularmente como Academia de Humanidades, "ADH" o simplemente; “ La Academia”, está ubicado en la zona norte de Santiago de Chile, en Avenida Recoleta 797, en la comuna de Recoleta, y es dirigido por la Orden de los Padres Predicadores. 

## Historia
Debido a que el Convento de la Recoleta Domínica de Santiago, tenía en funcionamiento cuatro escuelas primarias en los fundos de Peldehue y Apoquindo a principios del siglo XIX, quiso agregar un nuevo eslabón a la larga cadena cultural realizada durante más de un siglo en Chile. Para ello, la Comunidad aprueba la idea de fundar un nuevo colegio de enseñanza secundaria en la zona norte de Santiago, empezando de inmediato la construcción del nuevo edificio en el año 1914, junto a la iglesia. Según las crónicas de la época, fue el primer establecimiento educacional de instrucción secundaria gratuita que se abrió en el país.
El nuevo colegio se inauguró el 15 de noviembre de 1915, en la fiesta de San Alberto Magno. Se le puso el nombre de Academia de Humanidades de los Padres Dominicos de Recoleta. El 15 de febrero de 1916, se abrió la matrícula del nuevo establecimiento y las clases se iniciaron el 15 de marzo del mismo año con 240 estudiantes matriculados.